# Виртуальная ленточная библиотека
Виртуальная ленточная библиотека (ВЛБ, VTL, Virtual tape library) — это технология виртуализации хранения данных, обычно используемая для резервного копирования. При этом различные устройства хранения данных (обычно жесткие диски) представлены как ленточные приводы либо ленточные библиотеки с целью сохранения совместимости с существующими системами резервного копирования.
Преимущества ВЛБ перед ленточной библиотекой:
- большая скорость сохранения и восстановления данных;
- невысокая стоимость при небольшом объёме данных;
- простота произвольного доступа, в отличие от ленты, где поиск нужного фрагмента требует гораздо больше времени.

Недостатки:
- Высокая стоимость при большом объеме данных (кроме гибридных систем)

Преимуществом дискового накопителя является также то обстоятельство, что запись на дисковый накопитель может вестись с переменной скоростью. Благодаря этому, процесс восстановления данных происходит быстрее, чем резервирование вне зависимости от реализации.
Встречаются также системы, в которых реализовано смешанное хранение данных: данные, сохранённые на диске, затем сохраняются на другие накопители, например, на магнитные ленты для дальнейшего длительного хранения и восстановления после сбоя (так называемые D2D2T-системы).

## История
Первое решение на основе ВЛБ было предложено в 1997 году под названием IBM Virtual Tape Server и предназначалось для замены для приложений, использующих большое количество накопителей небольшого объёма. В нём применялся интерфейс ESCON, и он использовался в качестве кэша для ленточных библиотек IBM 3494. Затем решения сходного класса стала предлагать компания StorageTek  (позже стала частью Sun Microsystems).
Ленточные накопители, использовавшиеся вне мейнфреймов, часто поддерживали интерфейс SCSI. Поэтому ВЛБ, кроме всего прочего, обычно поддерживают реализации SCSI-протокола: такие как Parallel SCSI, Fibre Channel и ISCSI.